# Alloxacis seymourensis
Alloxacis seymourensis là một loài bọ cánh cứng trong họ Oedemeridae. Loài này được Mutchler miêu tả khoa học năm 1925.